# Друкарка
Друка́рка — жінка, що професійно займається друком на друкарській машинці. Також після масового розповсюдження ПК слово «друкарка» може застосовуватись до оператора ПК, що виконує набір тексту на комп'ютері.

## Огляд професії
Друкарка повинна вміти друкувати на великій швидкості. Це означає, що передруковуючи текст з аркуша паперу, вона дивиться лише на текст і не має потреби переводити погляд на клавіатуру. Досягається це різноманітними методиками сліпого набору.
Оригінал документу (або рукопис) має бути перед очима друкарки, тому часто його розміщують у спеціальній підставці (тенаклі). Регулюючи положення оригіналу, можна досягти максимальної розбірливості, що забезпечує високу швидкість друку. Також робоче місце може бути обладнане лінійкою з візиром, що допомагає запам'ятати місце в тексті, коли потрібно відірватися від роботи, зажимами для закріплення сторінок та лампою для освітлення робочого місця.
Оригінал може бути рукописом автора книги, вистави чи телепередачі. Там можуть бути їхні власні записи у вигляді скорочень чи стенографії — зазвичай протоколи зборів чи записи промов, лекцій або презентацій. В минулому, коли текстових процесорів не існувало і лише деякі люди могли друкувати, друкарки передруковували дисертації, академічні публікації і листи, що були написані від руки автором. Важливі листи, що були передруковані, здебільшого підписувались секретарем або повертались відправникові для підпису перед відправленням.
При працевлаштуванні друкарка чи секретарка з цими навичками може у своєму резюме вказати швидкість свого друку у кількості слів за хвилину, також її можуть попросити продемонструвати швидкість та акуратність друку під час співбесіди.
Друкарку, що друкує текст не з рукопису, а зі слуху чи аудіозапису, зазвичай називають стенографісткою, хоча в тексті, надрукованому нею, використовуються звичайні літери, а не стенографічні позначки.

### Приклад оголошення про роботу
Наведений нижче приклад показує, що друкарка може мати безліч додаткових функцій та обов'язків. Деякі з них пов'язані з роботою секретарки — виконання друкарками додаткових функцій не є чимось незвичним, вони часто стають секретарями чи адміністраторами.

Copy Typist(full time, salary, etc)
Duties & ResponsibilitiesProduce correspondence and documentation through audio and copy typing (90% of role). Make and receive telephone calls. Meet and greet visiting clients. Process incoming and outgoing post. Ordering stationary.
SkillsTyping speed of 70 wpm and upwards. Microsoft Word. Microsoft Outlook. Photocopying and faxing. Ability to work from precedent document.
OtherAbility to work on own initiative. Professional appearance. Good communication skills. Reliable.